# Office national antifraude
L’Office national anti-fraude (ONAF) est un service à compétence nationale rattaché conjointement à la direction générale des Douanes et Droits indirects (DGDDI) et à la direction générale des Finances publiques (DGFIP), créé le 1er mai 2024. Il se substitue au Service d'enquêtes judiciaires des finances (SEJF). 
L’ONAF est régi par le décret no 2024-235 du 18 mars 2024 et l'arrêté du même jour. 

## Organisation
L'ONAF comprend un service central avec des services communs et des unités de travail.
Il comprend aussi dix unités territoriales, avec des sièges à Bordeaux, Fort-de-France, Lille, Lyon, Marseille, Metz, Nantes, Paris et Toulouse. Deux unités territoriales sont implantées à Paris.

## Personnel
Sont affectés à l'Office national anti-fraude :
1° Les officiers de douane judiciaire - ODJ (art. 28-1 du CPP) ;
2° Les officiers fiscaux judiciaires - OFJ (art. 28-2 du CPP), lorsqu'ils sont placés au sein du ministère chargé du budget ;
3° Les agents de police judiciaire des finances - APJ-F (art. 28-1-1 du CPP) ;

## Champ de compétence
L'ONAF intervient dans le champ le champ légal d'attribution des ODJ (art. 28-1 CPP) et des OFJ (art. 28-2 CPP).
I - ODJ, art. 28-1 CPP
Les ODJ peuvent rechercher et constater :
A - En autonomie :
1° Les infractions prévues par le code des douanes ;
2° Les infractions en matière de contributions indirectes, d'escroquerie sur la taxe sur la valeur ajoutée et de vols de biens culturels ;
3° L'infraction prévue à l'article 1744 du code général des impôts (mise à disposition instruments fraude fiscale) ;
4° Les infractions relatives à la protection des intérêts financiers de l'Union européenne (art. D. 47-1-31 CPP : escroquerie, abus de confiance, soustraction, détournement ou destruction de biens, corruption (nationale et internationale), contrebande ainsi que importation ou exportation frauduleuse, et blanchiment) ;
5° Les infractions prévues au 5° de l'article 313-2 du code pénal (escroqueries aux finances publiques) ;
6° Les infractions prévues par les articles L. 2339-1 à L. 2339-11, L. 2344-7 et L. 2353-13 du code de la défense ;
7° Les infractions prévues par les articles 324-1 à 324-9 du code pénal (blanchiment général) et, lorsqu'elles font suite à des constatations effectuées en application du code des douanes, par l'article 222-38 du même code (blanchiment trafic de stupéfiants) ;
8° Les crimes ou les délits d'association de malfaiteurs prévus à l'article 450-1 du code pénal ainsi que le délit prévu à l'article 450-1-1 du même code, lorsque l'association de malfaiteurs ou l'organisation criminelle a pour objet la préparation de l'une des infractions mentionnées aux 1° à 7° et 9° à 12° du présent A ;
9° Les infractions prévues au code de la propriété intellectuelle (contrefaçons) ;
10° bis Les infractions prévues aux articles L. 3512-23 à L. 3512-25 du code de la santé publique et à leurs textes d'application (traçabilité des produits du tabac) ;
11° Les infractions prévues aux articles 56 et 57 de la loi n° 2010-476 du 12 mai 2010 relative à l'ouverture à la concurrence et à la régulation du secteur des jeux d'argent et de hasard en ligne ;
12° Les infractions connexes aux infractions visées aux 1° à 11°.
B - En co-saisine avec un autre service de police judiciaire de la police nationale ou la gendarmerie nationale
1° Les infractions prévues par les articles 222-34 à 222-40 du code pénal (blanchiment trafic de stupéfiants), sans préjudice du 7° du A ci-dessus ; 
2 ° Les infractions prévues par le 6° de l'article 421-1 ainsi que par l'article 421-2-2 du code pénal (financement et blanchiment de terrorisme) ;
3° Les infractions connexes aux infractions visées aux 1° et 2°.
II - OFJ, art. 28-2 CPP
Les OFJ peuvent rechercher et constater :
1° Les infractions prévues aux articles 1741 et 1743 du code général des impôts (fraude fiscale et délit comptable assimilé) et le blanchiment de ces infractions lorsqu'il existe des présomptions caractérisées que les infractions prévues aux mêmes articles 1741 et 1743 résultent d'un des cas prévus aux 1° à 5° du II de l'article L. 228 du livre des procédures fiscales (Il s'agit de diverses manœuvres frauduleuses utilisées pour échapper à l'impôt, notamment via des montages à l'étranger, des fausses identités, des documents falsifiés ou une domiciliation fiscale artificielle.) ;
2° L'infraction prévue à l'article 1744 du code général des impôts (mise à disposition instruments fraude fiscale) ;
3° Les infractions prévues aux articles 313-1 à 313-3 du code pénal lorsqu'elles concernent la taxe sur la valeur ajoutée ;
4° Les infractions prévues au 5° de l'article 313-2 du code pénal (escroqueries aux finances publiques) ;
5° Les infractions connexes aux infractions mentionnées aux 1° à 4° ci-dessus.